# Heraldo Muñoz
Heraldo Muñoz, né le 22 juillet 1948 à Santiago, est un homme politique et diplomate chilien.
Il a notamment été ministre des Affaires étrangères de la présidente Michelle Bachelet du 11 mars 2014 au 11 mars 2018 et représentant permanent aux Nations unies pour le Chili de 2003 à 2010 et plusieurs fois ambassadeur.

## Sources
- (en) Heraldo Muñoz sur un.int